# Musical Dome

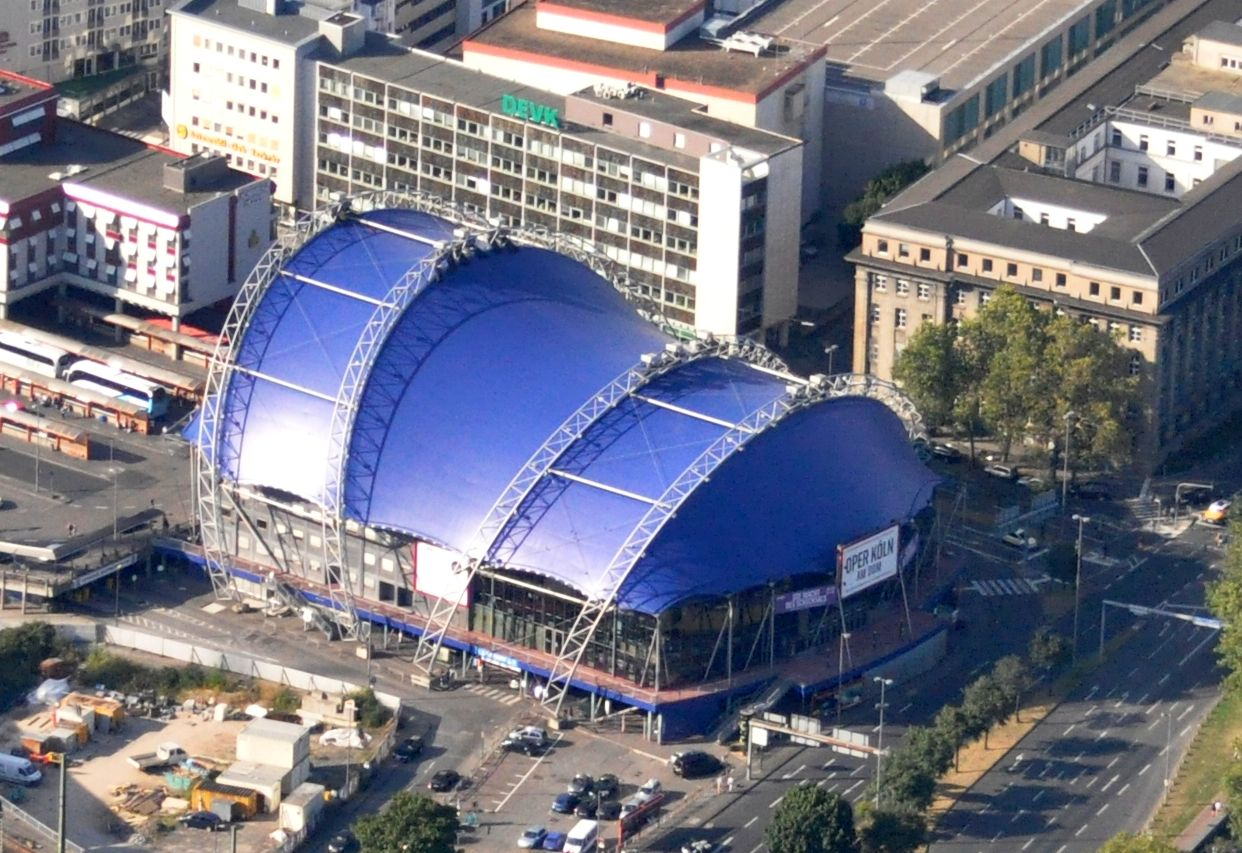
Luftaufnahme „Musical Dome“, 2012

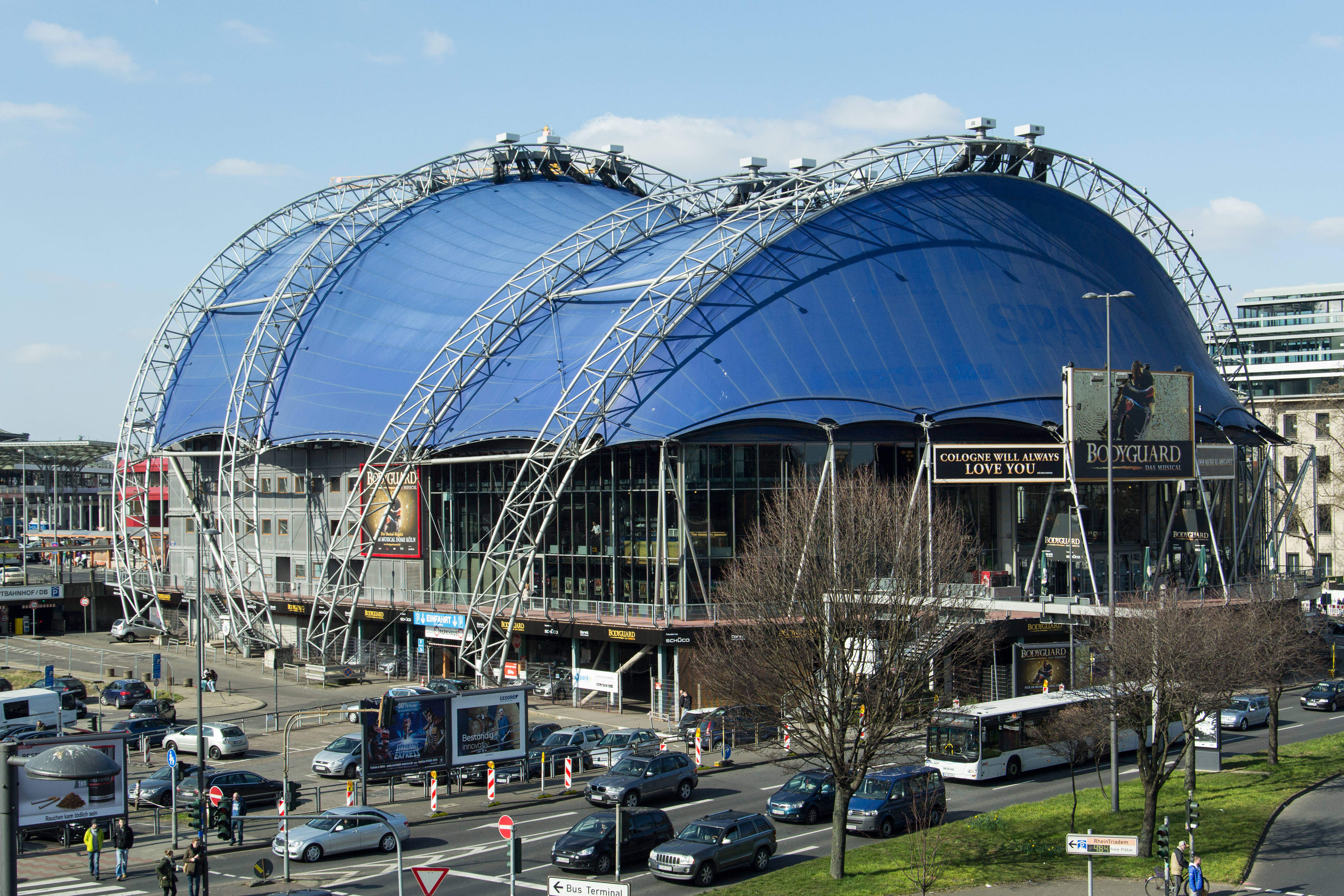
„Musical Dome“, 2016

Der Musical Dome (2012 bis 2015: Oper am Dom) ist eine ursprünglich provisorisch errichtete Spielstätte für Musicals in der Kölner Innenstadt, oft Blaues Zelt genannt. 

## Zahlen und Fakten

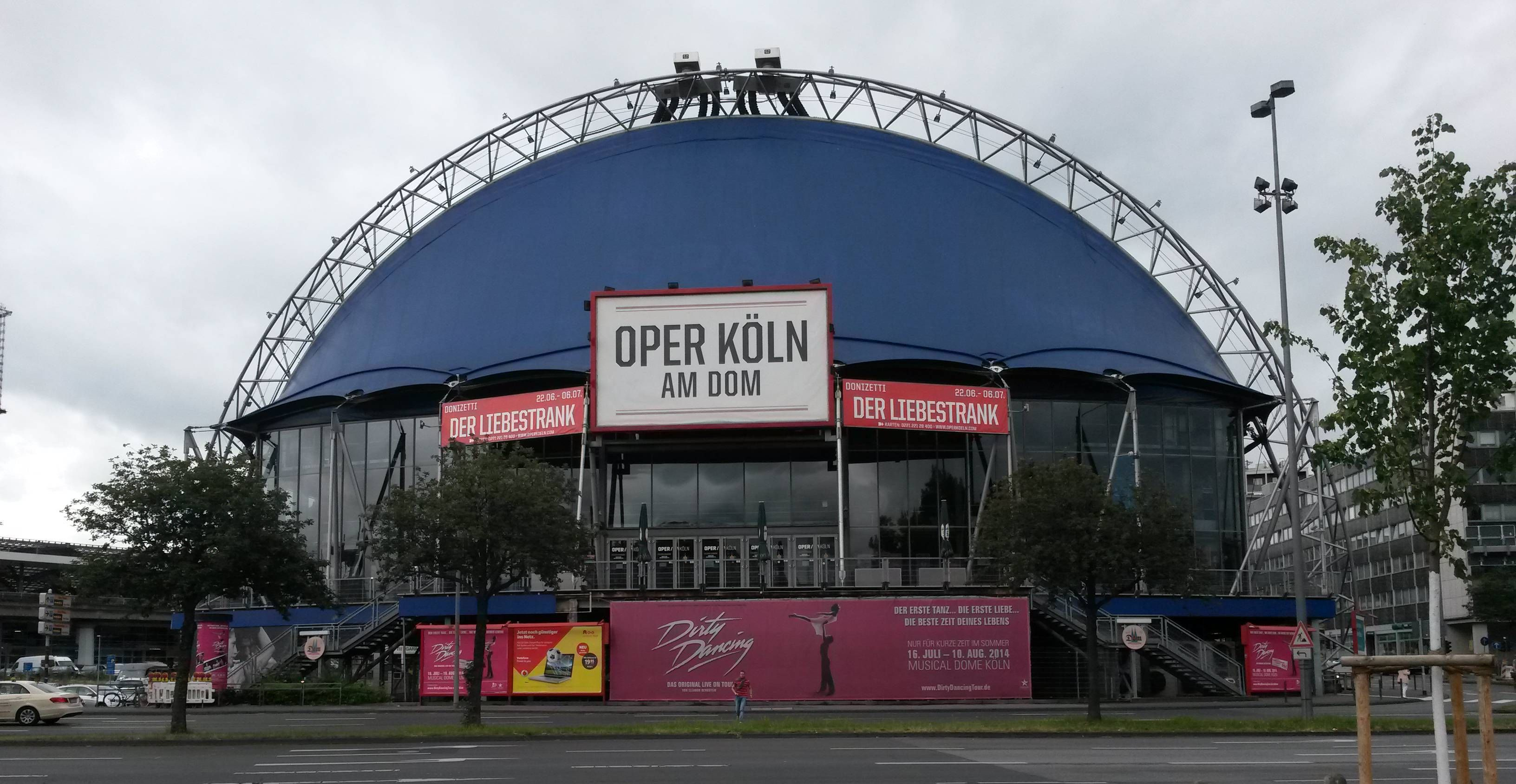
Musical Dome in der Frontalansicht, Juli 2014

Der Musical Dome befindet sich zwischen Breslauer Platz und dem Ufer des Rheins in der Nähe des Kölner Hauptbahnhofs. Charakteristisch für den Musical Dome ist das blaue kuppelförmige Dach, das in der Nacht erleuchtet wird. Neben dem Theatersaal beherbergt er noch ein verglastes Foyer mit Getränkebars, ein Restaurant sowie Verwaltungsräume und eine Garderobe.
Das Bauwerk ist 53 m breit und 77 m lang. Seine Höhe beträgt an der höchsten Stelle 27 m. Dadurch ergibt sich eine überdachte Fläche von 4000 m². Die Konstruktion besteht hauptsächlich aus Stahl und Glas. Das Dach ist aus Polyester gefertigt und überspannt unterhalb der sichtbaren, 30 Tonnen schweren, Stahlbögen, das gesamte Gebäude. Aufgrund des Höhenunterschieds ist der Haupteingang auf der Rheinseite nur indirekt über eine Balkonkonstruktion erreichbar. Darunter befindet sich ein kostenpflichtiges Parkhaus für 60 Fahrzeuge. Der Zuschauerraum unterteilt sich auf zwei Ebenen in Parkett und Balkon. Insgesamt bietet er Platz für 1.769 Zuschauer, wobei 540 Plätze auf dem Balkon angelegt sind. Sechs behindertengerechte Plätze befinden sich in der ersten Reihe.
Durch die Bauart ist das Theater mit geringeren Abmessungen eine Kopie des Theater im Hamburger Hafen, in welchem das Musical „Der König der Löwen“ aufgeführt wird.

## Geschichte
Der Musical Dome wurde nach einer Bauzeit von sechs Monaten im Oktober 1996 eröffnet. Bis dahin war das Grundstück lange als Busbahnhof und Parkplatz genutzt worden. Er wurde als Provisorium errichtet; damals war geplant, den Breslauer Platz städtebaulich dauerhaft neu zu ordnen. Bis zum Beginn der Bauarbeiten sollte der Musical Dome als temporäre Spielstätte für das Musical Gaudi von Eric Woolfson in einer Inszenierung von Elmar Ottenthal dienen.
Das zuvor in Aachen und Alsdorf erfolgreiche Musical war in Köln aber ein finanzieller Flop; 1998 musste der Betreiber des Musical Domes Konkurs anmelden.
Die Produzenten Thomas Krauth und Michael Brenner kauften den Musical Dome aus der Konkursmasse und produzierten ab September 1999 mit großem Erfolg das 1970er-Jahre-Musical Saturday Night Fever als deutsche Erstaufführung und große En-suite-Produktion.
Es folgten das Theater-Musical Jekyll & Hyde (2003/2004) und das Queen-Musical We Will Rock You (2004–2008), welches mit einer Spielzeit von insgesamt vier Jahren, rund 1400 Vorstellungen und rund 2 Millionen Besuchern das erfolgreichste Musical in Köln wurde. Im Jahr 2009 folgte darauf mit recht kurzer Spielzeit Monty Python’s Spamalot. Von Dezember 2009 bis September 2010 wurde das Musical Hairspray aufgeführt. Ab dem 23. November 2010 folgte Vom Geist der Weihnacht bis zum 30. Dezember 2010. Der Musical Dome wurde mittlerweile unter der Federführung von Produzent Maik Klokow und seiner Unternehmensgruppe Mehr! Entertainment betrieben.
Von März 2012 bis November 2015 wurde der Musical Dome 40 Monate lang von der Oper Köln als Ersatzspielstätte für das zu renovierende Opernhaus am Offenbachplatz genutzt; es wurde in dieser Zeit „Oper am Dom“ genannt. Seither wird der Musical Dome wieder für Musicals genutzt.
Nach den Planungen der Stadt Köln war (Stand 2018) beabsichtigt, dass der als Provisorium gedachte Musical Dome bis zum Jahr 2022 betrieben wird. So lange bis das Staatenhaus am Rheinpark, nahe der Messe, als neues Musical-Theater seinen Betrieb aufnehmen kann. Aufgrund von Verzögerungen bei der Sanierung des Opernhauses verschiebt sich auch die Inbetriebnahme des Staatenhauses als Musical-Theater voraussichtlich bis zum Februar 2026. Da es zu weiteren Verzögerungen kommt, kann der Musical Dome theoretisch bis Ende Februar 2028 bestehen bleiben.

## Aufführungen
Angezeigt werden im nachfolgenden nur die Musicals, die länger als vier Wochen im Musical Dome Köln zu sehen waren:
| Beginn             | Ende               | Musical                 |
| ------------------ | ------------------ | ----------------------- |
| Oktober 1996       | Frühjahr 1998      | Gaudi                   |
| 11. September 1999 | 30. Juni 2002      | Saturday Night Fever    |
| 15. November 2002  | 29. Dezember 2002  | Vom Geist der Weihnacht |
| 16. März 2003      | 25. April 2004     | Jekyll & Hyde           |
| 12. Dezember 2004  | 28. September 2008 | We Will Rock You        |
| 12. November 2008  | 14. Dezember 2008  | Cats                    |
| 15. Januar 2009    | 13. September 2009 | Monty Python’s Spamalot |
| 6. Dezember 2009   | 26. September 2010 | Hairspray               |
| 23. November 2010  | 30. Dezember 2010  | Vom Geist der Weihnacht |
| 11. Oktober 2011   | 27. November 2011  | Elisabeth               |
| 21. November 2015  | 27. August 2017    | Bodyguard               |
| 14. Februar 2018   | 29. September 2018 | Tanz der Vampire        |
| 18. Oktober 2022   |                    | Moulin Rouge!           |

Die bislang erfolgreichste Musical-Produktion in Köln ist das Queen-Musical „We Will Rock You“ von 2008, mit zwei Millionen Zuschauern.
Der Musical Dome bietet nicht nur Musicals und Langzeitproduktionen eine Bühne, sondern dient auch als Aufführungsort von Shows internationaler Entertainer und Musiker. Bisher waren auf der Bühne zu sehen:
- Helene Fischer
- David Copperfield
- Der große chinesische Nationalzirkus
- Die Tap Dogs
- The Rat Pack
- BAP
- Patricia Kaas
- Vanessa-Mae
- Helmut Lotti
- Comedians wie Otto und Dieter Nuhr[12]
- Die Schöne und das Biest
- Thriller – Live
- Let’s Dance – A Special Musical Night[13]